# Shara Nelson
Shara Nelson (Londres, Inglaterra; 1965) es una cantante y compositora británica, probablemente es más conocida por ser la voz de la canción «Unfinished Sympathy» de Massive Attack.
En su trabajo con Massive Attack, no solo fue para cantar, también ayudó en la tarea de la composición de canciones, después del trabajo Blue Lines con Massive Attack, decidió dejar la banda, pero se reunió como vocalista de nuevo en la gira estadounidense de 2006.
Llegó a la cima de su carrera en 1993, estando en el Top 20 del Reino Unido con "Down That Road".

## Discografía

### Álbumes de estudio
- 1991: Blue Lines con Massive Attack (UK #13)
- 1993: What Silence Knows (UK #22)
- 1995: Friendly Fire (UK #44)
- 1999: All Systems Gone con Charles Webster's Presence
- 2015: TBC New Studio Album

### Colaboraciones y sencillos
- 1983: "Aiming at Your Heart" / "Just as Long as We Have Love" (con The Circuit)
- 1984: "Savanna Prance" (con The Missing Brazilians), "In Another World" (con Voice of Authority)
- 1985: "Love's Hit You" (sencillo en vinilo)
- 1985: "Love Mystery" (con Jah Wobble)
- 1986: "Can't Get Over You" (acreditada como Shara)
- 1986: "Standing Invitation" (acreditada como Sharon Nelson)
- 1989: "Je T'Aime" (con Dub Syndicate)
- 1991: "Safe From Harm" / "Unfinished Sympathy" / "Lately" / "Daydreaming" (con Massive Attack)
- 1993: "Down That Road" (UK #19)
- 1993: "One Goodbye in Ten" (UK #21)
- 1994: "On The Shore" (con Saint Etienne) y "Heart of Stone" / "Welcome to the Suburbs" (con Dave Stewart)
- 1994: "Uptight" (UK #19)
- 1994: "Nobody" (UK #49)
- 1994: "Inside Out" (UK #34)
- 1995: "Rough with the Smooth" (UK #30)
- 1995: "I Fell (So You Could Catch Me)" (UK #76)
- 1995: "Nobody Knows" (con Guru)
- 1996: "Good Intentions" / "Faraway Places" (con Groove Corporation)
- 1998: "Moonraker" (con David Arnold)
- 1999: "Sense of Danger" / "Matter of Fact" (con Presence), "Black Island" (con Cuba), "U" (con Kasha)
- 2002: "Be My Lighthouse" (con Bim Sherman), "Realise" (con Jason Sparkes)
- 2003: "Right Now" (con Futurasound), "Hari Up Hari" (con Adrian Sherwood)
- 2004: "Nobody Else" (sencillo en vinilo), "Say My Name" (con Little Axe)
- 2007: "Push Me Away" (con 10th Planet)
- 2008: "Go That Deep" (con NUfrequency), "I Wanna Know" (con Doug Wimbish)
- 2013: "Badger Swagger" (con The Artful Badger)
- 2014: "Promised" (con NUfrequency), "All Together Now" (con The Peace Collective)
- 2015: "Looking"